# Zehn von Renesse
Die Zehn von Renesse waren niederländische Widerstandskämpfer gegen den Nationalsozialismus auf der Insel Schouwen-Duiveland in Zeeland während des Zweiten Weltkrieges, die am 10. Dezember 1944 in der Stadt Renesse von der deutschen Wehrmacht gehängt wurden. Die Mitglieder der Gruppe, alle gläubige Anhänger der reformierten Kirche, waren Menke Koos van der Beek, Iman Marinus van der Bijl, Willem Maarten Boot, Joost Pieter Jonker, Leendert Marie Jonker, Marcus Pieter Machiel van der Klooster, Johannis Oudkerk, Cornelis Lazonder, Jan Andreas Verhoeff und Adriaan Martijn Padmos.

## Historischer Hintergrund
Schouwen-Duiveland blieb bis im Mai 1945 von der deutschen Wehrmacht besetzt, während der Rest der Provinz Zeeland in den letzten Monaten des Jahres 1944 befreit wurde. Am 2. Dezember 1944 gab die deutsche Führung von Schouwen-Duiveland bekannt, dass alle Männer zwischen 17 und 40 Jahren in Deutschland als Zwangsarbeiter in der Kriegsindustrie arbeiten müssten. Die Beamten der noch bewohnten Dörfer auf Schouwen-Duiveland wurden beauftragt, Listen mit Namen und Wohnorten dieser Männer zu erstellen. Zwei Beamte der Gemeinde Renesse ermöglichten dem Widerstand, die Einwohnerlisten mitzunehmen und zu vergraben und tauchten anschließend unter. Das war nicht einfach, weil ein Drittel der Insel von der Wehrmacht unter Wasser gesetzt worden war. Die Besatzer reagierten wütend auf den Vorfall.

## Fluchtversuch nach Noord-Beveland
Die Führer des Widerstandes auf der Insel schmiedeten mit Unterstützung der alliierten Bündnispartner den Plan, 17 Personen nachts mit einem Schiff auf die befreite Insel Noord-Beveland zu transportieren. Sie hatten ausgezeichnete Informationen über die Bewaffnung der Wehrmacht: Artillerie, Minenfelder und Stellungen der Maschinengewehre. Dieses Wissen konnte auch den Alliierten bei der Eroberung von Schouwen-Duiveland nützlich sein. Wegen des erhöhten deutschen Drucks, der Schwierigkeit unterzutauchen und des Besitzes der geheimen kriegswichtigen Informationen über die deutsche militärische Situation auf den Inseln gab die Führung des Widerstands die Anordnung, die Personen nach Noord-Beveland zu bringen. Zu den Siebzehn gehörten die beiden Gemeindebeamten von Renesse, Untergetauchte und Widerstandskämpfer aus verschiedenen Dörfern auf Schouwen-Duiveland, ein desertierter Armenier, ein niederländisches Mitglied eines englischen Kommandos und zwei alliierte Soldaten.
Als Treffpunkt war der Deich südwestlich von Zierikzee vereinbart worden. Der erste Versuch am 6. Dezember 1944 scheiterte wegen des schlechten Winterwetters. Am 7. Dezember 1944 unternahmen die siebzehn einen zweiten Versuch am gleichen Ort und zur gleichen Zeit. Weil kein Kontakt mit dem Schiff, dem Muschel-Kutter BRU 34, zustande kam, entschieden sie sich, in kleinen Gruppen nach Hause zurückzukehren. Dabei entstand ein Gefecht mit deutschen Soldaten. Sechs Leute entkamen, die anderen wurden von den Deutschen gefangen genommen. Sie wurden mit einem Schiff von Brouwershaven nach Goeree-Overflakkee gebracht. Der armenische Soldat ertrank während der Fahrt. Einer der Gemeindebeamten, Cornelis Lazonder, wurde schwer verwundet und in das Krankenhaus in Zierikzee gebracht.

## Haft und Hinrichtung
Trotz mehr als zwei Tagen ohne Essen und Trinken und schwerer Folter nannte keiner der zehn Verdächtigen den Namen eines Freundes aus dem Widerstand. Die neun nach Goeree-Overflakkee überführten Männer, ebenso Lazonder, wurden in der Nacht vom 8. auf den 9. Dezember 1944 von einem Standgericht unter Vorsitz von Oberstleutnant Udo von Alvensleben († 1963) zum Tod durch Hängen verurteilt. General Friedrich Christiansen, der Wehrmachtbefehlshaber in den besetzten Niederlanden, bestätigte das Todesurteil telefonisch.
Der Polizist Christiaan Wisse aus Brouwershaven und seine Frau, zwei der Siebzehn, entkamen und tauchten unter. Nach dem Krieg war Christiaan Wisse bei der Koninklijke Marechaussee als Ermittlungsbeamter tätig und der Politieke Recherche Afdeling in Zierikzee zugeteilt. Von August bis Oktober 1945 verfasste er einen Bericht über die Zehn von Renesse, um zur etwaigen Verurteilung der Kriegsverbrecher beizutragen.
Ein von Wisse zitierter Zeuge berichtete, dass das Urteil des Standgerichtes von dem Bezirkskommandanten Hauptmann Becker vorgelesen worden sei. Die zehn Männer seien zum Tode durch den Strang verurteilt worden, weil sie versucht hätten, mit dem Feind in Kontakt zu treten und militärische Informationen in die Hände des Feindes geben wollten. Darüber hinaus würden alle Güter der Verurteilten beschlagnahmt, während ihre Häuser verbrannt werden sollten. Lazonder sei schwer verwundet und sollte, sobald er sich etwas erholt hätte, auch gehängt werden. Die Leichen sollten zweimal 24 Stunden aufgehängt bleiben, als Abschreckung für die Zuschauer, und dann begraben werden. Hauptmann Becker habe nach der Hinrichtung angekündigt, dass bei weiterem Widerstand gegen die Wehrmacht oder Sabotage eine noch größere Anzahl von Personen verhaftet und auch gehängt werden würden.
Ds. Hendrikus Cornelis Voorneveld, reformierter Pfarrer in Haamstede, leistete den neun Männern geistlichen Beistand in einem Bunker in Schloss Haamstede. Nachdem die Psalmen 23 und 91 gelesen worden waren, sangen sie gemeinsam Een vaste burcht is onze God (Ein feste Burg ist unser Gott). Die Hinrichtung geschah am Eingang zum Schloss Moermond in Renesse am Sonntag, dem 10. Dezember 1944 um 12.00 Uhr.
Lazonder beobachtete schwer verwundet, wie seine neun Freunde gehängt wurden. Er starb am nächsten Tag und seine Leiche wurde neben die der anderen gehängt. Unvorbereitete Familienmitglieder und Bürger aus jeder Gemeinde der Insel wurden kurz nach der Hinrichtung gezwungen, an den Gehenkten vorbeizugehen. Einer von ihnen war Hendrik Verhoeff aus Brouwershaven, der seinen toten Sohn Jan Andreas sehen musste.

## Nachwirkungen
Die Besatzer drohten, weitere Bürger der Insel aufzuhängen, wenn ihnen die sechs Flüchtlinge nicht innerhalb von 48 Stunden ausgeliefert würden. Vier von ihnen meldeten sich und wurden gefangen genommen. Sowohl sie als auch die beiden, die untergetaucht blieben, überlebten den Krieg. Die Leichen der Zehn blieben zwei Tage aufgehängt und wurden anschließend auf dem Friedhof in Renesse nicht in Särgen beerdigt, sondern in einem Massengrab verscharrt.

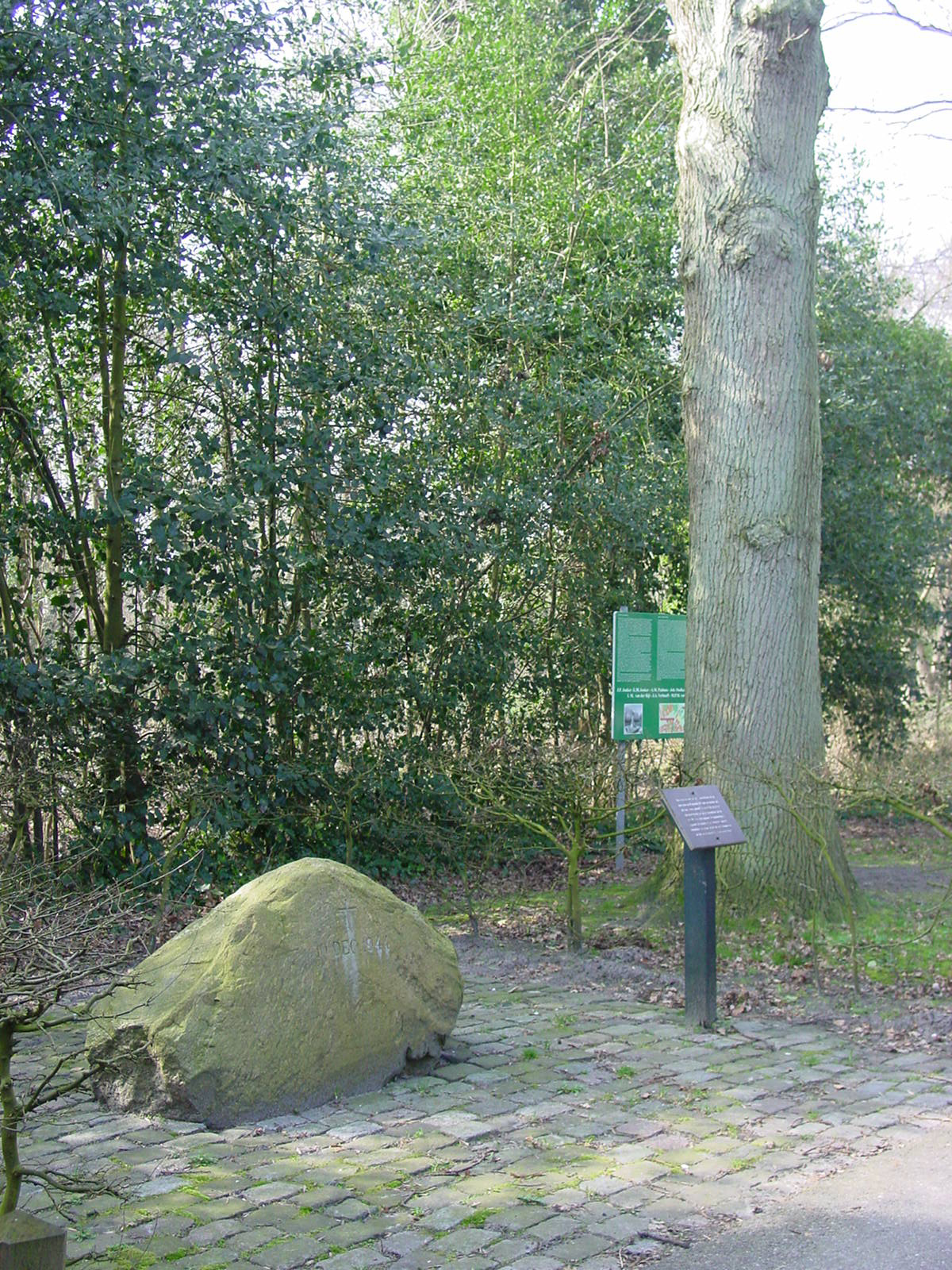
Gedenkstein an der Hinrichtungsstätte

## Gedenkstätte
Der Amsterdamer Bildhauer Jan Havermans schuf ein Denkmal für die Zehn von Renesse, das am 4. Mai 1949 am Eingang des Friedhofs von Renesse enthüllt wurde. Die Schüler der örtlichen Grundschule 't Staepel'of nahmen an der Gedenkfeier mit Gedichten und Zeichnungen teil. Sie legen einen Kranz am Denkmal ab. Bis 2009 war die offizielle Gedenkfeier für die Zehn von Renesse am 10. Dezember. Nach dem Tod des letzten Überlebenden, wurde im Jahr 2010 beschlossen, die offizielle Gedenkfeier mit dem Nationalen Gedenktag am 4. Mai zusammenzulegen. Am Ort der Hinrichtung liegt ein Erinnerungsstein, ein Findling. Die Geschichte der Zehn von Renesse ist auf einer Tafel in drei Sprachen beschrieben: Niederländisch, Englisch und Deutsch.

## Urteil von Loe de Jong
Loe de Jong, Autor eines Standardwerks über die Zeit des Zweiten Weltkrieges in den Niederlanden, schreibt: „Vorher schrieben wir, dass, was in Putten geschah, kennzeichnend für die Mentalität war, die in Teilen der Wehrmacht herrschte, und wir wiesen den Leser schon bereits dort darauf hin, dass wir in diesem Zusammenhang noch ein weiteres Ereignis thematisieren wollten: das Hängen von zehn Bewohnern Schouwens in Renesse, ‚der einzige uns bekannte Fall‘, schrieben wir, ‚bei dem, abgesehen von einer begrenzten Anzahl von Erhängungen im Konzentrationslager Vught, diese Form der Todesstrafe von den Deutschen in den besetzten Niederlanden angewendet wurde.‘ Was in Renesse geschah, war übrigens auch in anderer Hinsicht sehr schockierend, ja abstoßend.“